# Ram Island (ö i Australien, Victoria)
Ram Island är en ö i Australien. Den ligger i delstaten Victoria, omkring 75 kilometer sydost om delstatshuvudstaden Melbourne.
Genomsnittlig årsnederbörd är 1 251 millimeter. Den regnigaste månaden är maj, med i genomsnitt 154 mm nederbörd, och den torraste är januari, med 51 mm nederbörd.